# Acuera nigrifrons
Acuera nigrifrons är en insektsart som beskrevs av Henry Fairfield Osborn 1938. Acuera nigrifrons ingår i släktet Acuera och familjen dvärgstritar. Inga underarter finns listade i Catalogue of Life.